# Levon Panos Dabağyan
Levon Panos Dabağyan, armenisch Լեւոն Փանոս Տապաղեան (* 11. November 1933 in Aksaray, Fatih, Istanbul; † 7. Mai 2017 in Istanbul) war ein türkisch-armenischer Forscher, Schriftsteller und Journalist. Er galt als Leugner des Völkermords an den Armeniern. Er war der erste Armenier, der Bücher über Alparslan Türkeş und die rechtsextremistische Partei der Nationalistischen Bewegung (MHP) schrieb. Er schrieb Kolumnen in der nationalistischen Zeitung Önce Vatan und glaubte daran, dass Armenier vor allem ein Großisrael gründen wollten.

## Leben und Herkunft
Levon Panos Dabağyan wurde am 1. November 1933 als Sohn der beiden Armenier Kirkor Karacıyan und Siranuş Dabağyan im Istanbuler Viertel Yenikapı geboren. Väterlicherseits war er der aus Kastamonu stammenden Karacıyanlar-Familie zugehörig, mütterlicherseits der aus Erzurum-Van stammenden Dabağyanlar-Familie. Die Familie Dabağyan gehört der armenisch-apostolischen Kirche an.
Ab 1954 absolvierte er drei Jahre seinen Wehrdienst in der türkischen Marine. 1959 heiratete er seine Frau Eliz, aus der Ehe ging 1960 seine Tochter Alis hervor. 1967 begann er seine Tätigkeit als Korrespondent von Yeni İstanbul. Er schrieb auch in den Zeitungen Son Havadis, Bugün, Hakikat, Yeşil Belde, Anadolu Ekspres, Milli Ekonomi ve Ziraat, Bizim Mücadele, Durum, Yeni Gazete, Ortadoğu, Bâb-ı Ali’de Sabah, Tercüman, Gavroş, Parev, Artar und Nov Artar.  Bei der Wahl zur Nationalversammlung in der Türkei 1969 kandidierte er als Mitglied der Partei der Nationalistischen Bewegung (MHP) für den Wahlkreis Istanbul.

## Werke
- Pearl-harbor'dan Hiroşima'ya (2004)
- Sinema Dünyası: Zaman Tünelinde Tüm Yönleriyle (2004)
- Türkiye Ermenileri Tarihi (2004)
- Fatih ve Fetih Olayı (2005)
- Paylaşılamayan Belde Konstantiniyye (2005)
- Osmanlı'da Şer Hareketleri (2005)
- 100 Makale 100 Yorum (2006)
- Zaman Tünelinde Şehr-i İstanbul'un Seyir Defteri (2006)
- Türk Cihan Hakimiyetine Açılan Yol (2006)
- Ermeni Tehciri: Emperyalistler Kıskacında (2007)
- Başbuğ Türkeş ve Miliyetçilik (2009)
- Geçmişten Günümüze Millet-i Sâdıka-1: Osmanlı Ermenileri (2010)
- Tarihin Işığında Ermeni Meselesi ve 1915 Kaosu (2010)
- Geçmişten Günümüze Millet-i Sâdıka-2: Sanat Dünyamızda Ermeniler (2012)
- Geçmişten Günümüze Millet-i Sâdıka-3: İstanbul'da Gündelik Hayat (2013)